# Río Orb
El río Orb (en occitano Òrb) es un río de Francia que desemboca en el mar Mediterráneo en Valras-Plage, en el departamento de Hérault. Nace en el Macizo Central francés, en el macizo del Escandorgue, junto al departamento de Aveyron. Tiene 145 km de longitud y una cuenca aproximada de 1.400 km².
Salvo un corto tramo en que forma límite entre Hérault y Aveyron, su recorrido queda incluido en el departamento de Hérault. Las principales poblaciones por las que pasa son Bédarieux y Béziers.
Presenta gargantas (hay dos agrupaciones llamadas Gorges de l’Orb, una cerca de Le Bosquet-d’Orb y otra cerca de Roquebrun). Presenta un régimen irregular. Para su regulación se ha construido el embalse de Avène.

## Enlaces externos

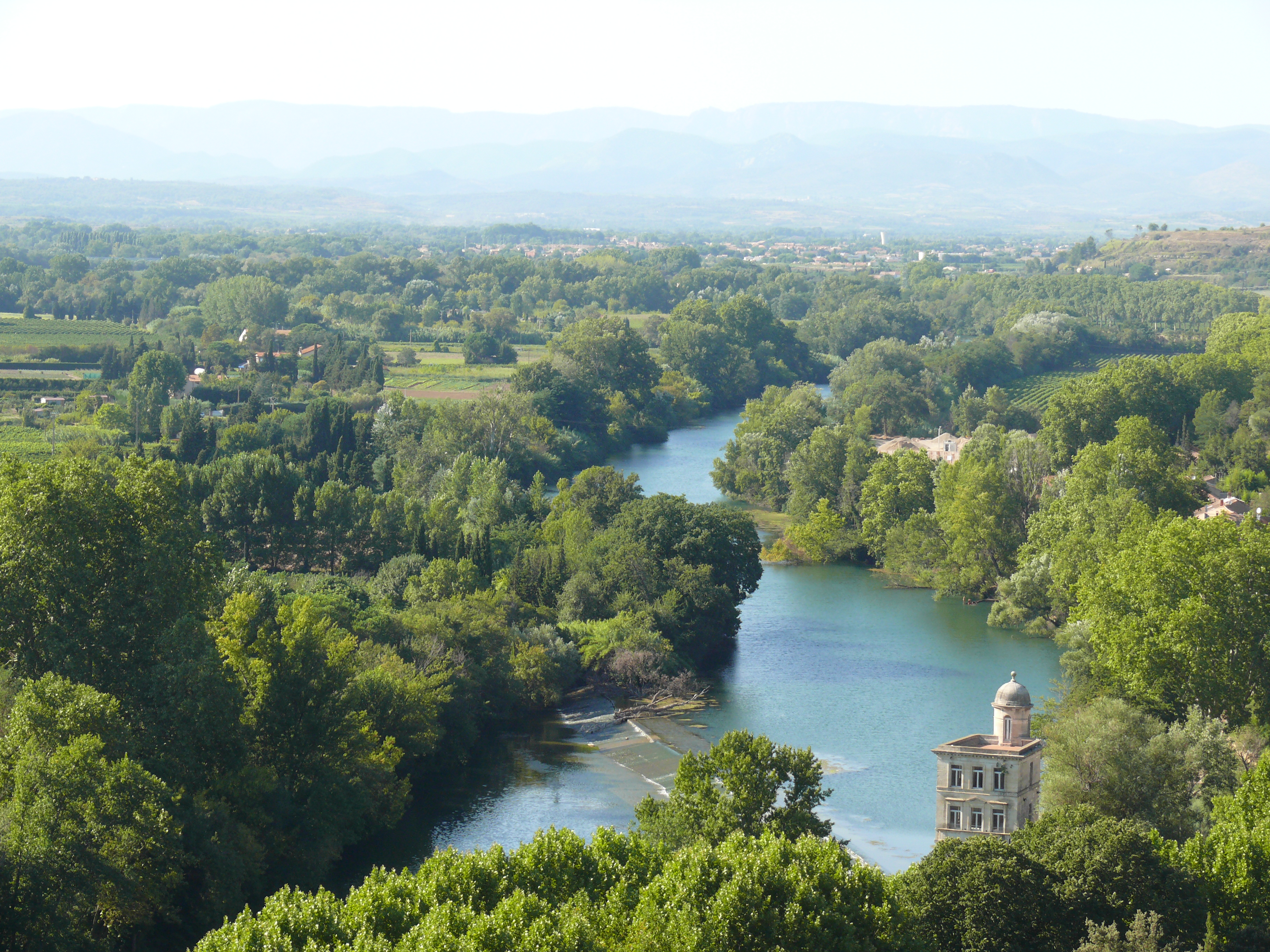
Vista del río Orb desde Béziers.